# Mary Jepkosgei Keitany
Mary Jepkosgei Keitany (sinh ngày 18 tháng 1 năm 1982 tại Kisok, quận Baringo) là người một vận động viên chạy từ Kenya chuyên về đường dài chạy đến khoảng cách marathon. Cô đã giành được huy chương bạc tại Giải vô địch đua xe thế giới IAAF 2007 và trở thành nhà vô địch World Half Marathon hai năm sau đó. Cô đã giành được giải Marathon London 2012 với giải cá nhân hay nhất trong 2:18:37 giờ - khiến cô trở thành người phụ nữ nhanh thứ hai trong sự kiện này.
Năm 2017, cô lập kỷ lục thế giới phụ nữ chỉ dành cho nữ giới vào năm 2017 London Marathon với thời gian 2:17:01.
Cá nhân tốt nhất của cô 1:05:50 trong nửa marathon là kỷ lục thế giới của phụ nữ trước đây. Cô cũng đã tổ chức kỷ lục thế giới trong phụ nữ 10 dặm (phút 50:05), 20 km (62:36), và 25 km (1:19:53).
Vào tháng 9 năm 2021, Marie Jepkosgei Keitany kết thúc sự nghiệp của mình sau một chấn thương hông khiến cô không thể thi đấu trong hai năm liên tiếp.

## Nghề nghiệp
Cô bắt đầu chạy trong khi ở trường tiểu học. Năm 2002, cô tham gia Học viện Tài năng Ảo. Vào tháng 1 năm 2006, cô đã xếp thứ 21 trong cuộc đua cấp cao đầu tiên của mình tại cuộc đua của phụ nữ Shoe4Africa. Sau một số thành công trong các cuộc đua địa phương, cô lần đầu tiên thi đấu ở nước ngoài, giành chiến thắng một số cuộc đua đường bộ ở châu Âu.
Cô đã giành được một huy chương bạc tại Giải vô địch đua xe thế giới IAAF 2007, đứng thứ hai chỉ sau Lornah Kiplagat, người đã phá kỷ lục thế giới. Cô kết hôn với vận động viên Charles Koech của Kenya vào cuối năm 2007 và hai người có một con trai, Jared Kipchumba, vào giữa năm 2008. Sau năm của cô, cô trở lại thi đấu tại World 10K Bangalore tháng 5 năm 2009.. Cô đã hoàn thành một giây sau người chiến thắng Aselefech Mergia, nhưng thiết lập một cá nhân tốt nhất 32:09 trong 10 km. Vào tháng 9 năm đó, cô đã kết thúc năm 2009 Lille Half Marathon với 1:07:00, đó là một chiến thắng và đánh dấu lần thứ bảy nhanh nhất mọi thời đại trên một khoảng cách xa.
Cuộc chạy của cô ở Lille đồng nghĩa với việc cô đã đủ điều kiện cho Giải vô địch Half Marathon Thế vận hội IAAF 2009 tại Birmingham. Cô vượt mặt Aberu Kebede để giành chức vô địch thế giới đầu tiên của mình, thiết lập một cá nhân mới tốt nhất của 1:06:36 và phá vỡ kỷ lục của giải vô địch. Cô cũng giành một huy chương vàng thứ hai trong đội tuyển Kenya đoạt chức vô địch. Phản ánh về chiến thắng cô ghi nhận "đó là thời gian tuyệt vời nhất của tôi, vì vậy tôi rất hạnh phúc... Tôi đã có một em bé chỉ 1 năm và 3 tháng trước đây." Khoảng thời gian 15 km của cô ấy, 46:51 phút, tốt hơn so với kỷ lục thế giới 46:55 do Kayoko Fukushi của Nhật Bản tổ chức, nhưng sẽ không được phê chuẩn là một kỷ lục thế giới do độ cao khoảng cách liên quan đến cuộc đua bắt đầu. Thời gian của cô là lần thứ hai nhanh chóng trong nửa marathon (sau khi Lornah Kiplagat) và giám đốc của Marathon thành phố New York, Mary Wittenberg, gợi ý rằng cô có thể trở thành một thế giới-beater trên toàn marathon khoảng cách trong những năm tới. ] Thời gian marathon một nửa là một kỷ lục châu Phi mới, kỷ lục trước đó, 1:06:44 giờ, do Elana Meyer của Nam Phi thành lập năm 1999. Cô cũng đánh bại kỷ lục Kenya trước đó 1:06:48 cô đã đặt Udine hai Năm trước đó.